# 泡果苘
泡果苘（学名：Abutilon crispum）为锦葵科苘麻属下的一个种。

## 扩展阅读
- 維基物種上的相關：泡果苘